# Saint-Just-sur-Loire
Pour les articles homonymes, voir Saint-Just.
Saint-Just-sur-Loire est une ancienne commune française située dans le département de la Loire en région Rhône-Alpes.

## Histoire

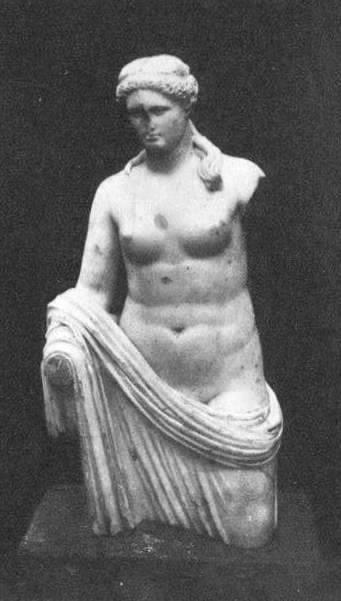
La Vénus de Brizet en 1937.

|

### Antiquité
Le 28 avril 1937 a été découvert à Estrat au lieu-dit « Brizet », un torse de statue qui représente Vénus, nue jusqu'à la naissance de la cuisse gauche. Entière, la hauteur de la statue dépassait sans doute 1,25 m ; la partie découverte est haute de 86 cm de la tête aux genoux, et paraît être de marbre de Paros plutôt que de Carrare.
Le lieu de la trouvaille est à 70 m d'une voie antique qui conduisait de la Loire au Rhône ; sur ce plateau il existe trois sources, dont une à 25 m de la statue. Quelques débris de vases rouges, vernissés, et une sorte de carreau rouge, ont été recueillis à proximité. Également dans les environs proches se trouvait une sorte de levée de terre presque circulaire, où il y avait probablement un mur ; cette levée a déjà en grande partie disparue en 1937 par le travail répété de la terre en culture.

### XXesiècle
Saint-Just-sur-Loire a été supprimée par arrêté du 19 septembre 1972, paru au Journal officiel le 1er novembre 1972 et ayant pris effet au 1er janvier 1973.
Elle a fusionné à cette occasion avec l'ancienne commune de Saint-Rambert-sur-Loire, formant une nouvelle commune, Saint-Just-Saint-Rambert, à laquelle a été attribué le code INSEE de l'ancienne commune de Saint-Rambert-sur-Loire : 42279.
Avant la fusion, Saint-Just-sur-Loire avait comme code INSEE 42250, et dépendait de l'ancien canton de Saint-Rambert-sur-Loire (anciennement canton de Saint-Rambert) rebaptisé canton de Saint-Just-Saint-Rambert après cette fusion de communes.

## Population et société

### Services publics
Un bureau de poste existe encore à Saint-Just-sur-Loire et son cachet était (en 1998) St-Just-sur-Loire.

## Culture locale et patrimoine

### Lieux et monuments
Il existe 4 châteaux dans la commune commune de Saint-Just-Saint-Rambert :
- Le Château La ferrière à Saint Just
- Le château de la Peguette à Saint Rambert
- Le Château d'Essalois à Saint Just-sur-Loire
- Le Château de la Baraillère

## Pour approfondir